# Кипчакский кантон
Кипчакский кантон (баш. Ҡыпсаҡ кантоны) — административно-территориальная единица изначально в составе Башкурдистана, а затем в составе Башкирской Автономной Советской Социалистической Республики. Была образована 15—18 декабря 1917 года, как кантон в составе Башкурдистана после принятия «Временных, до окончательного применения к жизни основных законов, меры по осуществлению автономной управления Башкурдистана», затем — 20 марта 1919 года после подписания «Соглашения центральной Советской власти с Башкирским Правительством о Советской Автономной Башкирии». Административный центр — с. Мраково. 22 июля 1919 года Джитировский и Кипчакский кантоны были объединены в Кипчак-Джитировский кантон.

## Географическое положение
Кипчакский кантон на севере граничил с Юрматынским кантоном, на западе — Джитировским кантоном, на юге — Оренбургским уездом, на юго-востоке — Усерганским кантоном, а на северо-востоке — Бурзян-Тангауровским кантоном.

## История
§ 6. На основании постановления № 78 членов военно-революционного комитета Башкирской советской республики от 15 июля с. г. кантоны Кипчакский и Джетировский объединяются в один под названием: «Кипчако-Джетировский кантон».

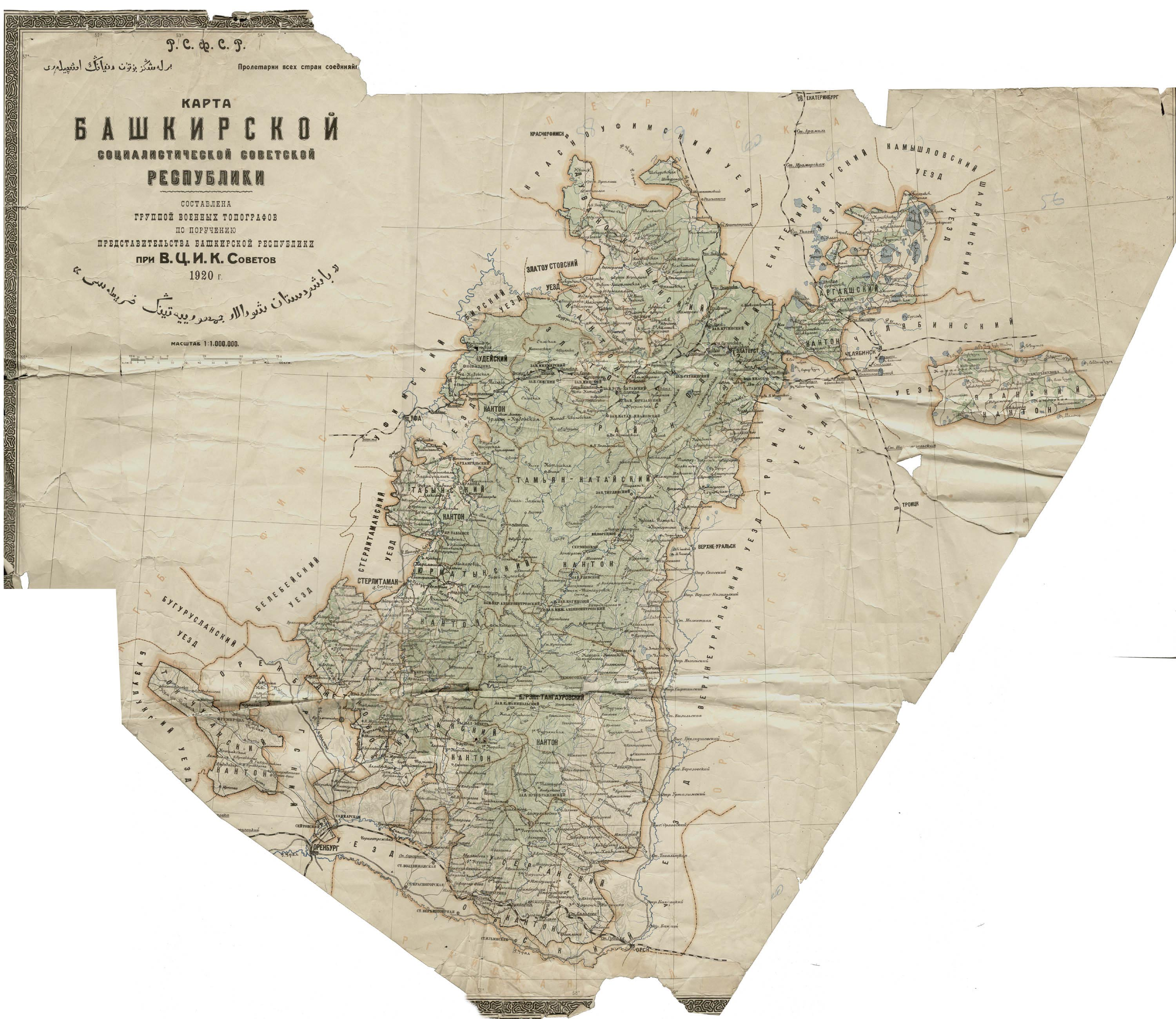
Карта Башкирской АССР в 1920 году

В декабре 1917 года III Всебашкирский Учредительный курултай принял положение «Об автономном управлении Башкурдистана», согласно которой автономия создавалась в границах Малой Башкирии, а на её территории вместо уездов создавалось 9 кантонов — Бурзян-Тангауровский, Джитировский, Барын-Табынский, Ичкин-Катайский, Кипчакский, Куваканский, Тамьян-Катайский, Ток-Чуранский, Усерганский, которые делились на 75 волостей. Кипчакский кантон в свою очередь состоял из следующих волостей: 1) Бурзян-Кипчакская, 2) Бушмансуун-Каракипчакская, 3) Юмагужинская, 4) Ташлинская, 5) Каракипчакская.
Во время оккупации территории республики белыми, автономия состояла из 13 кантонов: Аргаяшский, Бурзян-Тангауровский, Джитировский, Дуванский, Кипчакский, Кудейский, Табынский, Кущинский, Тамьян-Катайский, Ток-Чуранский, Усерганский, Юрматынский и Яланский. Кипчакский кантон в свою очередь состоял из следующих волостей: 1) Бурзян-Кипчакская, 2) 1-я Каракипчакская, 3) 2-я Каракипчакская, 4) Юмагузинская, 5) Бушман-Суун-Каракипчакская. Административным центром стало село Мраково.
По «Соглашению центральной Советской власти с Башкирским правительством о советской автономии Башкирии» от 20 марта 1919 года была создана Башкирская АССР, а её территория состояла из 13 кантонов, в числе которых был и Кипчакский кантон, в составе волостей Оренбургского уезда Оренбургской губернии: 1) Юмагузинская, 2) Бушман-Суун-Каракипчакская, 3) 1-я Каракипчакская, 4) 2-я Каракипчакская, 5) Бурзян-Кипчакская, 6) Семено-Петровская, а административным центром осталось село Мраково.
22 июля 1919 года приказом №93 Военно-Революционного комитета Башкирской Советской Республики Джитировский (Аллабердинская, Бурзянская, Имангуловская, Кургазинская, Мурапталовская, Разномойская, Сеитовская, Таймасовская и Ташлинская волости) и Кипчакский (1-я и 2-я Каракипчакские, Бурзян-Кипчакская, Бушман-Суун-Каракипчакская, Семено-Петровская и Юмагузинская волости) кантоны были объединены в Кипчак-Джитировский кантон.